# Humoristische Blätter

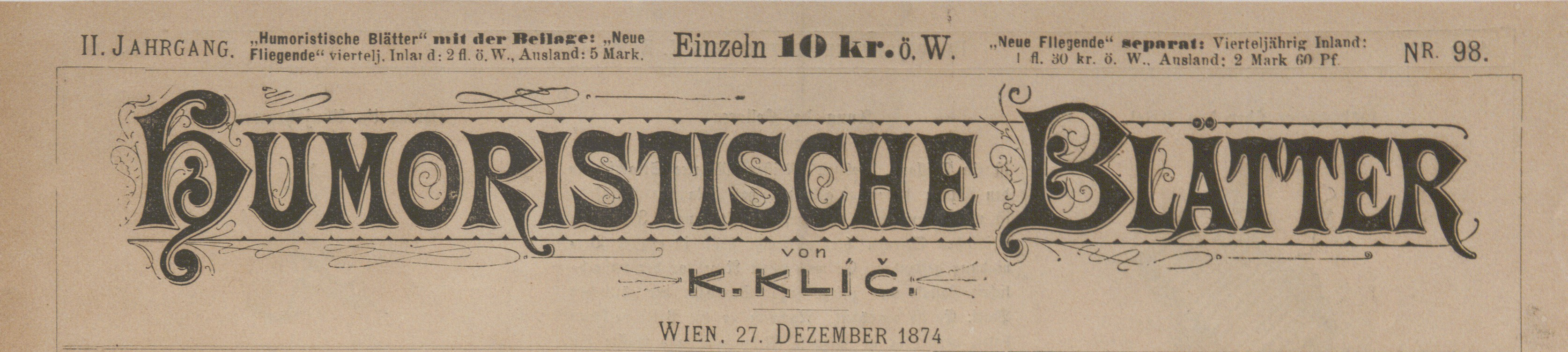
Zeitschriftenkopf 1874

Humoristische Blätter war der Titel einer deutschsprachigen Satirezeitschrift. Als Wochenblatt erschien die Zeitschrift von 1873 bis 1915 in Wien. Ihr Gründer war der Maler, Graphiker und Fotograf Karel Klíč. 